# Lake Colwell
Der Lake Colwell ist ein Gebirgssee im Southland District der Region Southland auf der Südinsel von Neuseeland.

## Namensherkunft
E. H. Wilmot benannte den See, doch worauf sich der Name bezieht, ist nicht bekannt.

## Geographie
Der Lake Colwell befindet sich an der Westflanke der Matterhorn Mountains und rund 7,7 km südöstlich des Hall Arm des Doubtful Sound/Patea. Der See, der auf einer Höhe von 473 m anzutreffen ist, umfasst eine Fläche von rund 17,2 Hektar und besitzt einen Seeumfang von rund 1,95 km. Mit einer Länge von rund 760 m erstreckt sich der See in Südsüdwest-Nordnordost-Richtung und misst an seiner breitesten Stelle rund 300 m in Westnordwest-Ostsüdost-Richtung.
Gespeist wird der See hauptsächlich durch einen Bach, der vom weiter westlich gelegenen Lake Louise über zwei weitere kleinere, unbenannte Seen kommt. Der Lake Colwell entwässert an seinem nördlichen Ende in einen unbenannten Stream, der rund 3,2 Flusskilometer weiter nördlich in den Lyvia River mündet, der seinerseits seine Wässer dem Deep Cove des Doubtful Sound/Patea zuträgt.